# Matt Halliday

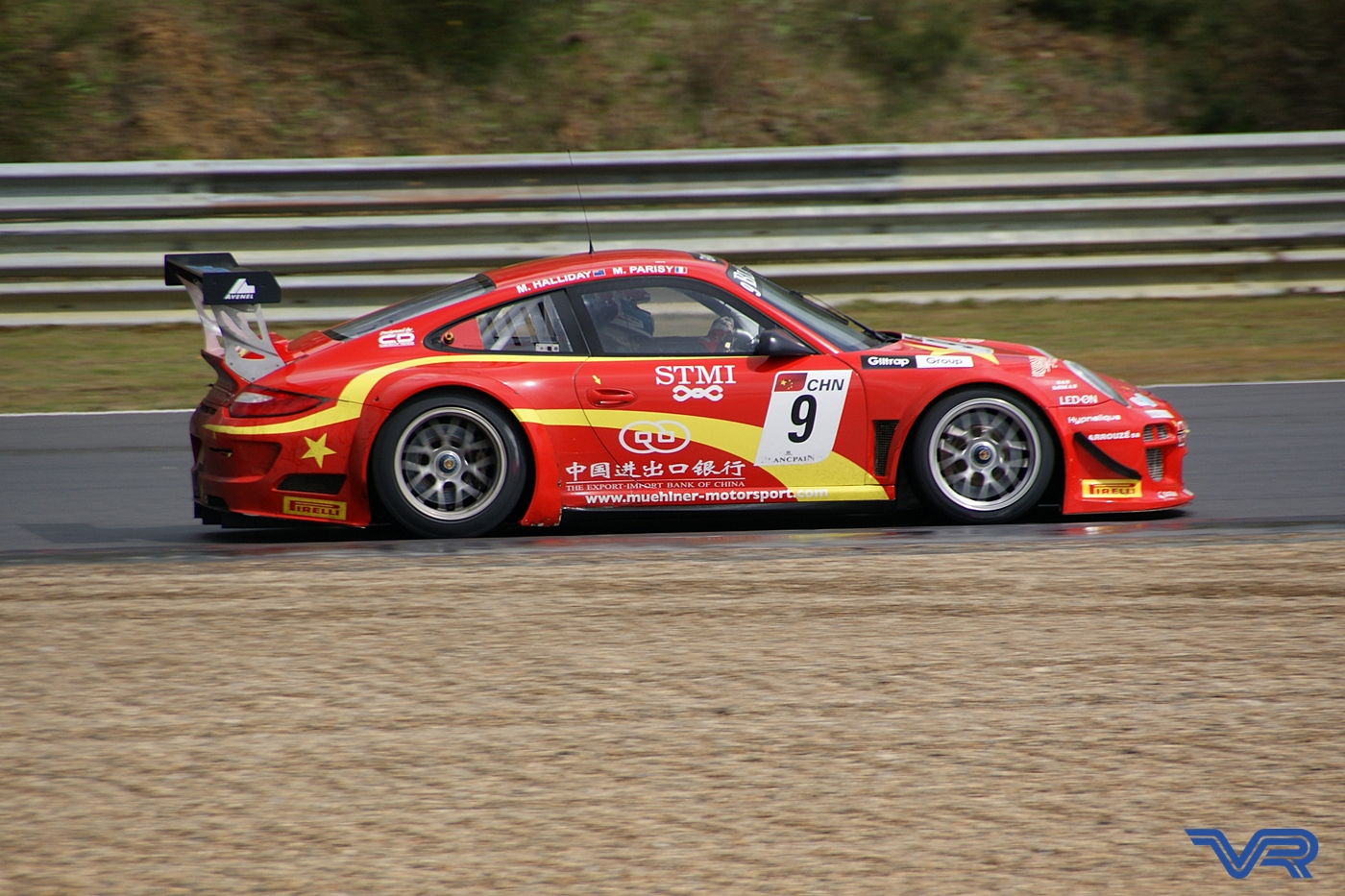
Der von Matt Halliday in der FIA-GT1-Weltmeisterschaft 2012 gefahrene Porsche 997 GT3 R

Matthew „Matt“ Halliday (* 14. Juli 1979 in Auckland) ist ein ehemaliger neuseeländischer Autorennfahrer.

## Karriere
Halliday begann seine Motorsportkarriere 1985 im Kartsport, in dem er bis 1997 aktiv war. 1998 wechselte er in den Formelsport und wurde Vierter der neuseeländischen Formel Ford. 1999 wechselte er in die Formel Holden und blieb zwei Jahre in dieser Meisterschaft. Beide Saisons beendete er auf dem dritten Platz in der Fahrerwertung. Nachdem er abermals in der neuseeländischen Formel Ford angetreten war, wechselte er 2001 nach Nordamerika und startete in der Indy Lights. Mit zwei Podest-Platzierungen beendete er seine erste Saison auf dem sechsten Gesamtrang. Darüber hinaus trat er zu einem Rennen der Atlantic Championship an. 2002 erhielt er kein Cockpit für eine komplette Saison und nahm nur an zwei Rennen der Indy Lights, die zu dieser Saison in IRL Infinity Pro Series umbenannt worden war, teil. Er belegte den 17. Gesamtrang.
2003 wechselte der Neuseeländer nach Europa und wurde mit zwei Podest-Platzierungen Achter im Formel Renault V6 Eurocup. Anschließend fand Halliday kein Cockpit im Formelsport und trat zu einzelnen Rennen im australischen Porsche Carrera Cup sowie in der australischen V8 Supercar-Meisterschaft an. Außerdem wurde er Vizemeister des Porsche GT3 Cups Trans-Tasman. 2005 wurde er zunächst Vizemeister im Battery Town Porsche GT3 Cup und nahm anschließend an zwei Rennen der australischen V8 Supercar-Meisterschaft teil.
Im Winter 2005/2006 war Halliday in zwei Meisterschaften aktiv. Er startete erneut im Battery Town Porsche GT3-Cup und wurde diesmal Dritter. Des Weiteren trat er für das neuseeländische Team in der ersten Saison der A1 Grand Prix an. Ein dritter Platz beim Saisonauftakt blieb sein bestes Resultat. Anschließend fand er ein weiteres Cockpit im Formelsport und ging in der asiatischen Formel Renault V6 an den Start. Mit zwei Siegen wurde er Vizemeister hinter Karun Chandhok. Im Winter 2006/2007 wurde er abermals Dritter im Battery Town Porsche GT3-Cup. Außerdem nahm er erneut an einigen A1-Grand-Prix-Rennen teil. Seine besten Platzierungen in dieser Saison waren zwei dritte Plätze. Anschließend trat er bei den ersten drei Rennen der Saison 2007 in der Champ Car für Conquest Racing an. Anschließend wurde er durch Jan Heylen ersetzt. In der Gesamtwertung wurde er 21.
2008 wechselte er in die neuseeländische Toyota Racing Series und wurde mit fünf Podest-Platzierungen 15. in der Gesamtwertung. Außerdem belegte er den elften Platz im Battery Town Porsche GT3-Cup. 2009 wechselte Halliday in den Porsche Supercup. Obwohl er nicht zu jedem Rennen antrat, wurde er mit zwei dritten Plätzen Siebter in der Fahrerwertung. Nachdem er im Winter 2009/2010 Vierter im Battery Town Porsche GT3-Cup geworden war, kehrte er in den Porsche Supercup zurück. Halliday beendete seine zweite Saison auf dem 13. Gesamtrang. 2011 nahm er nur an zwei Rennen des Porsche Supercups teil und führte zudem einen Gaststart in der Serie durch. Er wurde 18. in der Fahrerwertung.
2012 fuhr Halliday für das von Mühlner Motorsport betreute Exim Bank Team China einen Porsche 997 GT3 R in der FIA-GT1-Weltmeisterschaft. Nach der Absage der Rennen in China zog sich der Sponsor Exim Bank China zurück, so dass Mühlner vorzeitig aus der Serie ausstieg. Er erzielte zusammen mit Mike Parisy einen dritten Platz und einen Sieg in Zolder und wurde 16. der Fahrerwertung.

## Statistik

### Karrierestationen
- 1985–1997: Kartsport
- 1998: Neuseeländische Formel Ford (Platz 4)
- 1999: Formel Holden (Platz 3)
- 2000: Formel Holden (Platz 3)
- 2001: Indy Lights (Platz 6); Atlantic Championship (Platz 26)
- 2002: IRL Infinity Pro Series (Platz 17)
- 2003: Formel Renault V6 Eurocup (Platz 8)
- 2004: Porsche GT3-Cup Trans-Tasman (Platz 2); australischer Porsche Carrera Cup (Platz 18); australische V8 Supercar-Meisterschaft (Platz 53)
- 2005: Battery Town Porsche GT3-Cup (Platz 2); australische V8 Supercar-Meisterschaft (Platz 51)
- 2006: Asiatische Formel Renault V6 (Platz 2); A1 Grand Prix; Battery Town Porsche GT3-Cup (Platz 3)
- 2007: Champ Car (Platz 21); A1 Grand Prix; Battery Town Porsche GT3-Cup (Platz 3)
- 2008: Neuseeländische Toyota Racing Series (Platz 15); Battery Town Porsche GT3-Cup (Platz 11)
- 2009: Porsche Supercup (Platz 7)
- 2010: Porsche Supercup (Platz 13); Battery Town Porsche-GT3-Cup (Platz 4)
- 2011: Porsche Supercup (Platz 18)
- 2012: FIA-GT1-Weltmeisterschaft (Platz 16)